# ديوان أوقاف الديانات المسيحية والأيزيدية والصابئة المندائية
ديوان أوقاف الديانات المسيحية والأيزيدية والصابئة المندائية هو دائرة حكومية عراقية، تأسست في يوم 3 تشرين الثاني/نوفمبر من العام 2003، بعد إلغاء وزارة الأوقاف والشؤون الدينية حسب الفقرة أولًا وثالثاً الواردة في المادة 103 من بنود الدستور العراقي الدائم. وهو هيئة مستقلة غير تابعة إلى وزارة، بل تتبع مجلس الوزراء.

## مهام
الديوان هو دائرة حكومية وأحد الدوائر المرتبطة مباشرة بمجلس الوزراء، ورئيس الديوان لديه صلاحيات رئيس دائرة غير مرتبطة بوزارة، ولها ميزانيتان: الأولى هي ميزانية تشغيلية التي معظمها مخصص للرواتب والأعمال التي تصون الأبنية والأثاث وللعمل الروتيني، وميزانية ثانية تخص المشاريع الاستثمارية تلك الموجودة لدى الطوائف والأديان والتي غالبًا ما تكون أعمال صيانة أو أعمالًا خدمية ليست ذات صفة ربحية، إذ مجمل ما يدخل إلينا هو دعم حكومي، ونحن نعكس اهتمام الدولة لدى أتباع الديانات وأمام العالم لكي يعرف الجميع أن كل العراقيين يحظون بالرعاية والدعم.